# Karolina Sparring
Anna Karolina Sparring, född 25 augusti 1974, är en svensk kock och kokboksförfattare. Mellan åren drev 1999 och 2006 drev hon salladsbaren Arom på Södermalm i Stockholm och hon har arbetat som kock på förskola. Flera av hennes böcker riktar sig till barn och personal på förskolor. Karolina Sparring är initiativtagare till projektet Allebarnsrätten som 2009 inledde sitt arbete för god och nyttig mat i förskolan. Hösten 2013 var hon och Stefan Sundström programledare för mat- och barnprogrammet Stefans matlåtar på Sveriges Televisions Barnkanalen.